# Раби (Клатови)
Раби (чеш. Rabí) град је у Чешкој Републици. Град се налази у управној јединици Плзењски крај, у оквиру којег припада округу Клатови.

## Становништво
Према подацима о броју становника из 2014. године град је имао 502 становника.